# Strejești
Strejești è un comune della Romania di 3 436 abitanti, ubicato nel distretto di Olt, nella regione storica dell'Oltenia. 
Il comune è formato dall'unione di 4 villaggi: Colibași, Mamura, Strejești, Strejeștii de Sus.